# Мануаэ (острова Кука)
Мануаэ (англ. Manuae) — остров в Тихом океане, в составе Южной группы островов Кука.

## Название
Открывший остров капитан Кук дал ему название Сандвичев остров (англ. Sandwich island), однако позднее он решил дать это название Гавайским островам. Таким образом, остров был переименован и получил название Харви (англ. Harvey island) в честь адмирала Августа Харви. Это название распространилось также на всю южную группу островов. В 1824 году русский мореплаватель Крузенштерн предложил переименовать острова в честь открывшего их Кука. Основное полинезийское название острова было дано его легендарным первооткрывателем Руатапу. На вновь открытом острове он обнаружил большое количество птиц, а потому назвал его Manu-Enua — «земля птиц». Другие полинезийские названия также связаны с птицами: Enua-Kura — «земля красноперых птиц», Te Tapuae-Manu — «след птицы».
Современное название острова — Manuae — переводится как «Дом птиц» и первоначально было названием меньшего моту атолла.

## География
Атолл Мануаэ расположен в южной части Тихого океана на полпути между островами Аитутаки (101 км на северо-запад) и Атиу (111 км на юго восток). Остров является коралловым атоллом, расположенным на вершине подводного вулкана, возвышающегося над уровнем дна океана на 4000 м. Атолл состоит из двух моту, по форме напоминающих отпечаток копыта: моту Мануаэ (площадью 2,1 км²) и моту Те Ау-о-Ту (площадью 3,9 км²). Лагуна атолла имеет приблизительные размеры 7 на 4 км. Лагуна мелкая и имеет множество песчаных банок. Максимальная высота острова над уровнем моря — всего 5 м.
Остров является морским заповедником и имеет важное значение для размножения морских птиц и черепах в центральной части Тихого океана. Воды вокруг острова богаты рыбой. В 13 км к западу от острова расположено поднятие дна, известное как банка Астрономов.

## История
По легендам островитян Аитутаки, атолл Мануаэ был открыт их предком Руатапу. После открытия он отправил на необитаемый атолл жену с детьми для основания знатной династии. По другой легенде, открытый Руатапу атолл был уже населен.
Атолл Мануаэ стал первым из Островов Кука, открытый Джеймсом Куком. Во время второй своей экспедиции Кук посетил Таити и оттуда отправился на юго-запад. 23 сентября 1773 года он увидел этот атолл, а на следующий день проплыл мимо, не увидев населения острова. Во время своего третьего плавания 6 апреля 1777 года люди Кука вступили в контакт с островитянами. В 1863 году торговый корабль забрал с острова Уильяма Мастерса и его жён и перевёз их на атолл Палмерстон, где Мастерс продолжил создание собственной династии. Вместе с другими островами Кука Манауэ стал колонией Британской империи в 1888 году. Атолл был превращён в штрафную колонию вместо Раротонги. Заключённые работали на Торговую компанию островов Кука, которая превратила остров в плантацию копры. Колония была закрыта в 1915 году, когда тюрьма была построена на Раротонге. Остров неоднократно сдавался в аренду (в последний раз до 23 июля 1969 года).
В 1965 году остров посетила группа учёных для наблюдения полного солнечного затмения. Это событие было запечатлено на почтовой марке.

## Население
По сообщению останавливавшегося на острове в июле 1823 года Джона Уильямса, на острове было 60 жителей. По данным переписей, в 1966 году на острове проживало 15 человек, в 1971 году — 2. C 1976 года атолл официально не имеет постоянного населения.
На острове существовала небольшая плантация копры. Во́ды острова иногда посещаются рыбаками с Аитутаки.

## Транспорт
Есть аэродром, который уже не используется в течение нескольких лет.
В настоящее время остров редко посещается людьми и с ним нет коммерческого авиа или морского сообщения.
Редких посетителей с Раротонги доставляет исследовательское судно англ. "Bounty Bay".